# فيردورتشا كونيل
فورديرتشا كونيل أو فريدريك وليام أوكونيل(22 أكتوبر 1876_ 19 أكتوبر 1989 ) رجل دين في كنيسة ايرلندا ،كاتبا، ومترجما من والى اللغة لإيرلندية، غالبا تحت الاسم المستعار كونال سيرناش.(تيمنا بالبطل الاسطوري) وهو معروف بشكل خاص بتحرير أعمال بيدار أو لاغاير .
ولد كونيل في نيوتان،لينون، مقاطعة غالواي ألى ويليام مورجان أكونيل، كنيسة ايرلندا كنسي ، وزوجته كاثرين دونلي. كانت ليناون في غيلتخت كونيمارا،و كان والدا وليام بارعين في اللغة الايرلندية وبالتالي علما ابنهما اللغة الايرلندية  في سن السادسة من عمره.التحق كونيل بكلية ترينتيتي في دبلن من عام 1891 ورسم في عام 1902. وأصبح كونيل رئيس جامعة  أشونري في عام 1907 وبعد ذلك حصل على منصب محاضر في اللغات السلتية والادب في جامعة الملكة ،بلفاست.
تزوج كونيال من هيلين يونغ عام 1905; وكان لديهم ثلاثة أبناء قبل وفاتها بمرض السل في عام 1925  بعد أن انتقل الزوجان ألى دبلن. تزوج لاحقا من مارسيلا غراهام، وهي كاثوليكية فرنسية، وربما تحولت بشكل غير رسمي ألى الكاثوليكية. أصبح مساعد مدير راديو ايرين في عام 1927، قبل أشهر من اصابته وقتله من قبل حافلة بينما كان ينقل ترام على الطريق لانسداون، دبلن.

## فهرس
ترجم كونيل أعمالا من الاسبانية والفارسية والعربية.
- A Grammar of Old Irish Belfast، Mayne، 1912

- The Writings on the Wall Dublin، Gill، 1915

- The Age of Whitewash Dublin، Gill، 1921

- The Fatal Move and Other Stories Dublin، Gill، 1924; Swan River Press، 2021

- An Irish Corpus Astronomiae with R.M. Henry، London and Belfast، 1915

- Don Quixote by M. Cervantes (translation)

- The Midnight Court by Brian Merriman (translation)

- My Own Story by an tAth. Peadar Ó Laoghaire (translation)

- Three Shafts of Death by Seathrún Céitinn (translation)

## روابط خارجية
- O'Connell، Rev. Frederic Wm ." .Thom's Irish Who's Who . Dublin: Alexander Thom and Son Ltd. 1923. p. 183 – via Wikisource"